# Dungeons & Dragons Miniatures Game
Dungeons & Dragons Miniatures Game est un jeu de figurines à collectionner issu de la licence Donjons et Dragons, actif de 2003 à 2011.
Ces figurines sont destinées à être utilisées pour le jeu de stratégie associé (Dungeons & Dragons), ou pour des parties du jeu de rôle Donjons et Dragons.